# Lomografia

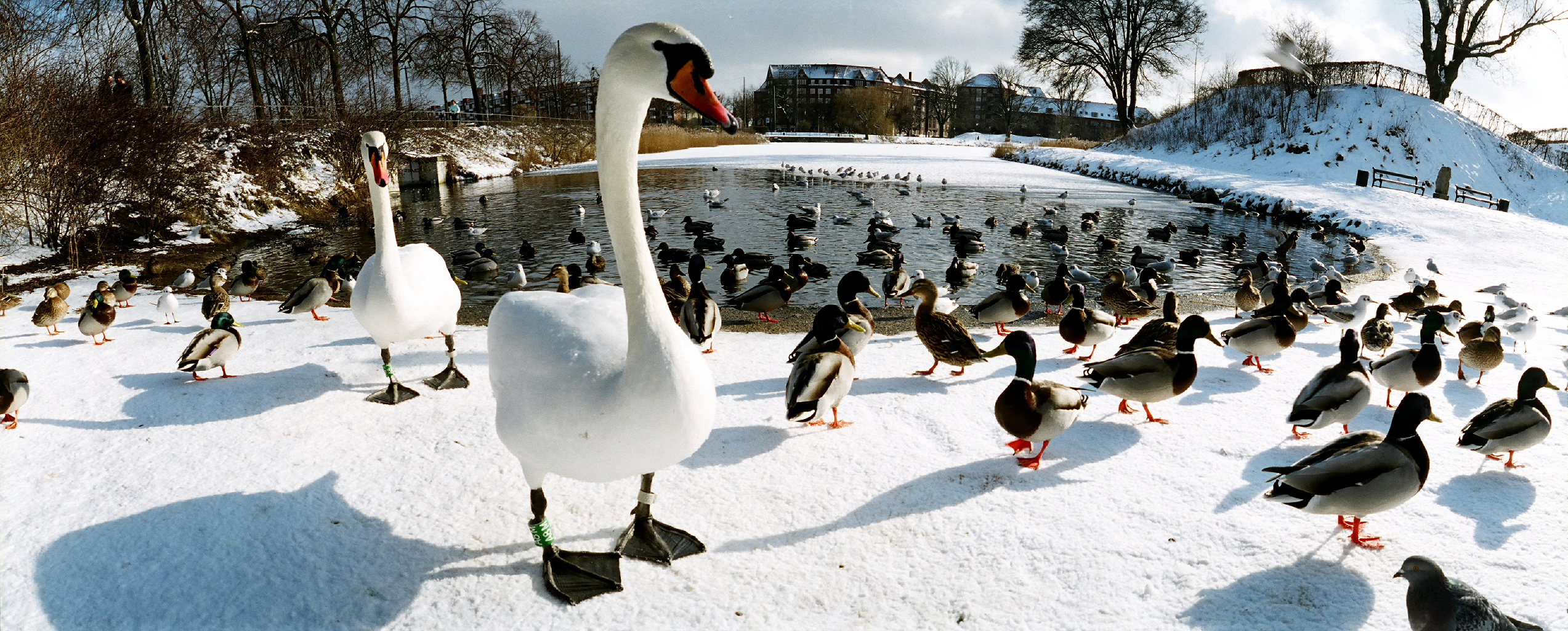
Imatge lomogràfica. Es pot percebre la distorsió en els extrems de la fotografia.

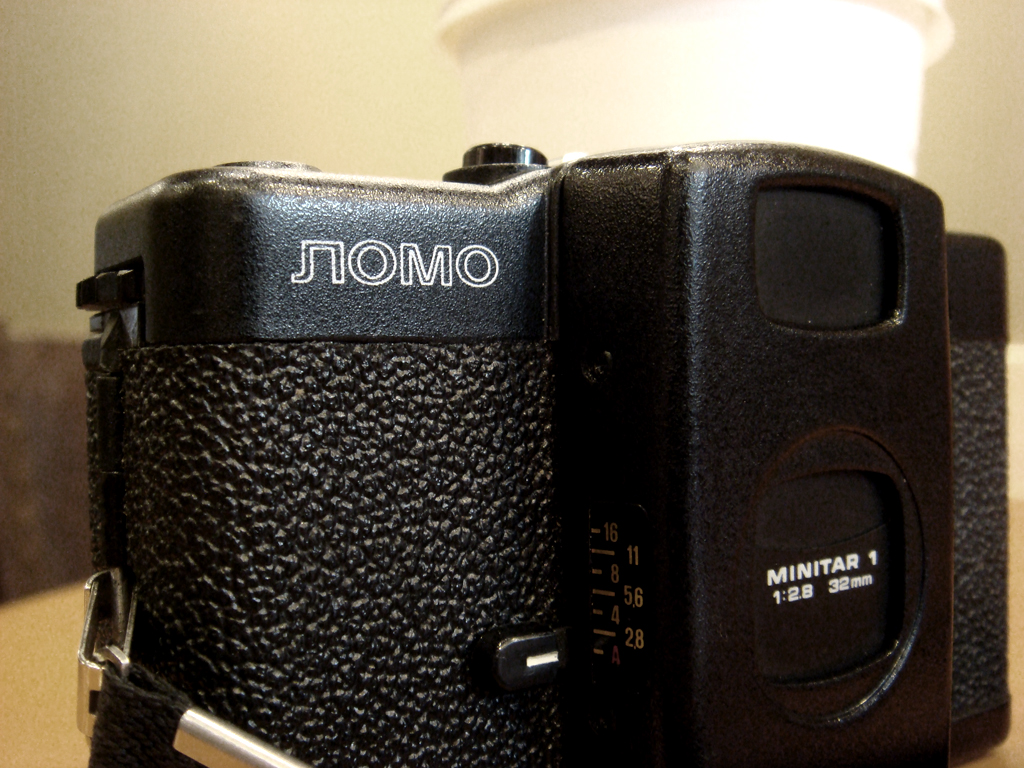
Càmera LC-A

La lomografia és un fenomen fotogràfic de culte estès a nivell mundial. Fa referència a una càmera compacta de la marca LOMO que té unes característiques molt peculiars.
Es tracta d'una càmera totalment automàtica, d'alta sensibilitat, capaç de registrar color i moviment sense necessitat de flaix i sense deformació.
La lomografia emfatitza la fotografia informal i despreocupada. El que normalment es traduiria com un defecte o accident (sobresaturació de colors, defectes òptics, sobreexposició, etc.) es considera aquí un tret particular i artístic.
Hi ha moltes formes de definir què és la lomografia. Alguns consideren que és un fenomen fotogràfic, i d'altres ja consideren que és una corrent artística o fins i tot social, una forma de vida. Això ve establert per les 10 regles principals de la Lomografia.
Per a la lomografia és vital l'espontaneïtat i casualitat, per això una persona que és fidel, ha de viure ben despert, atent al que passa al seu voltant i disposat a disparar. És una mica com l'actitud dels paparazzis quan esperen a alguna celebritat a la porta de casa. Un autèntic lomògraf és impulsiu i gens racional. No importa l'hora que sigui ni, per tant, la il·luminació que hi hagi. Encara que t'acabis de llevar i estiguis somnolent i incapaç de pensar en tots els tecnicismes, dispara. Podríem dir que és com el drogoaddicte que només llevarse busca una dosis per començar el dia.
Les càmeres lomogràfiques són compactes i estètiques per a integrar-se com un complement més de la roba que portes. Un lomògraf preferirà portar penjada la càmera que un collaret.

## Característiques de la càmera (LC-A)
El model que va establir les bases de la lomografia fou l'LC-A que, actualment, encara gaudeix d'una bona representació dins el moviment. Aquesta càmera presenta unes característiques molt particulars (extrapolables als models posteriors) que condicionen ostensiblement el resultat final de la fotografia.

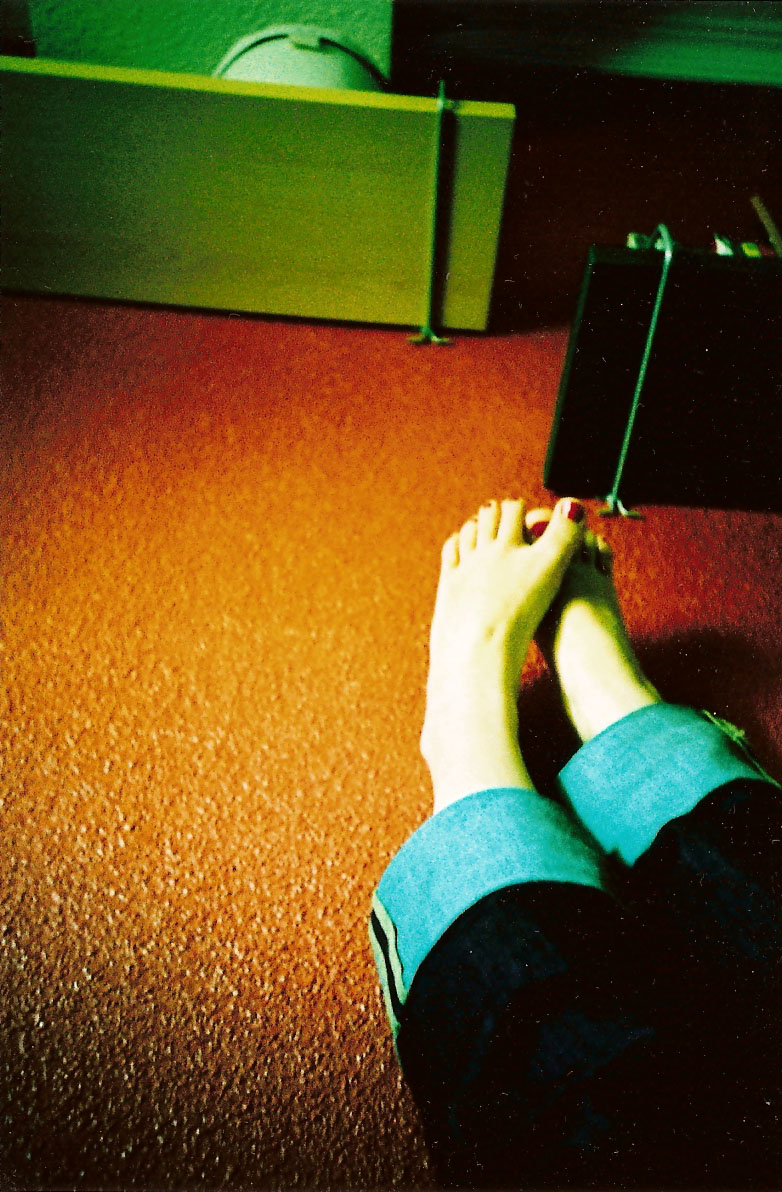
Fotografia lomo: Podem veure l'efecte halo, el vinyetetjat i la saturació dels colors

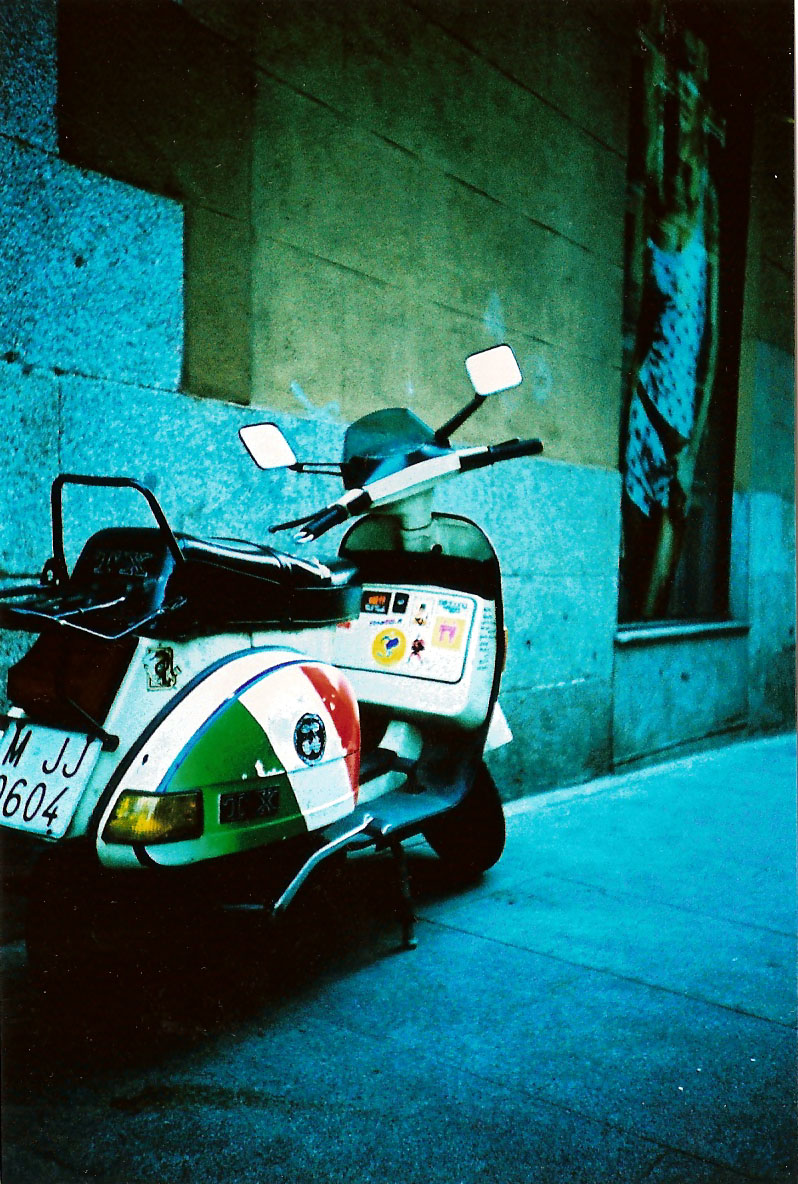
Fotografia feta amb una LOMO LC-A

- Lent: l'objectiu de què disposa la càmera va ser dissenyada expressament pel professor Radionov. Es tracta d'una lent de gran angular anomenada Minitar 1. Aquesta lent es caracteritza pel fet d'imprimir a l'objecte fotografiat una important intensificació dels colors. Com que els colors tenen major presència al centre de la foto es dona un efecte túnel i, a més, tenim un altre efecte d'enfosquiment a les cantonades de la imatge, produint un efecte semblant a un halo.
- Ajustament d'exposició: la càmera disposa d'una palanca que permet ajustar el mode en automàtic o manual. En el mode automàtic l'exposició es calcula automàticament en detectar la quantitat de llum present a l'exterior. En condicions de poca il·luminació l'exposició pot arribar a ser de més d'un minut. Amb la lomo es poden aconseguir efectes de velocitat o moviment fent una captura deliberada amb molt de moviment.
- Focus: l'enfocament en aquesta càmera era molt rudimentari. Només disposava de 4 modes: 0,8 metres, 1,5 metres, 3 metres i infinit. Això provoca que moltes fotos surtin desenfocades però amb un cert toc artístic.

## Característiques de les fotografies resultants
Les característiques que fan especial aquesta càmera són bàsicament tres:
- Produeix un error de gamma
- Saturació dels colors
- Aparició de vinyetetjat

## Història de la lomografia
Els inicis ens situen a Sant Petersburg, a Rússia. El general Igor Petroviwitsch Kornitzky i el camarada Michael Panfilowitsch Panfiloff decideixen copiar el disseny d'una mini càmera japonesa, una Minox, amb la finalitat de produir-ne una gran quantitat per distribuir-la per tot el poble soviètic. Panfiloff era el director d'una factoria soviètica d'armament i d'òptica LOMO. Deu el seu nom a la Unió d'Òptics i Mecànics de Leningrad (Leningrádskoje Optiko Mechanitschéskoje Objedinénie).
La LOMO, en concret el model Lomo LC-A, és de fet una còpia de la Minox, amb un objectiu que també és una còpia, en concret del Minotar 32 (distància focal 32mm, un gran angular mitjà).
Així va néixer la LC-A. Es van produir i vendre milions de càmeres. Durant els anys 80 aquesta va ser la típica càmera del poble soviètic, dels vietnamites, cubans i habitants de l'Alemanya Democràtica.
Segons el mite, els espies de la KGB l'utilitzaven per fotografiar plànols secrets i armes.
El descobriment el protagonitzaren Matthias Fiegl y Wolfgang Stranzinger, uns estudiants vienesos que aprofitaven les vacances per visitar Txecoslovàquia (en procés de democratització). En aquest moment la LC-A començava el seu declivi. En el mercat ja es trobaven càmeres barates d'origen asiàtic que li prenien el mercat. La LC-A només es trobava en cooperatives de velles escoles.
Els estudiants vienesos en compraren un parell com a diversió. Van disparar els primers rodets pels carrers de Praga, i en rares ocasions miraven pel visor.
Després de revelar els rodets de pel·lícula, ja a Viena, començaren les sorpreses: fotos enfocades i desenfocades, lluminoses, saturades i fresques, que transmetien sensació d'excitació explosiva.
Després d'aquest primer contacte, amics, parents, coneguts i desconeguts volien posseir una LOMO, de manera que es van començar a importar de l'antic bloc soviètic de forma clandestina. Es va fundar a Viena la Societat Lomogràfica (Lomographische Gesellschaft), amb la finalitat de transmetre el missatge de la lomografia a tot el món.
La primera exposició lomogràfica internacional fou el 1994 a Moscou i Nova York simultàniament. Es podien veure milers de fotografies sobre Nova York a Moscou i viceversa.
Per aquells temps es va fundar la primera Ambaixada Lomogràfica a Berlín. Això va fer de les Lomoambaixades un punt de trobada on es realitzaven actes lomogràfics locals, tours lomogràfics... Actualment n'hi ha més de 70 distribuïdes per 30 països. També té aquesta data el naixement de lomo.com, central des d'on es coordinava la comunicació lomogràfica.
El consorci rus havia aturat la fabricació de la LC-A. Això va obligar a la Societat Lomogràfica a mobilitzar-se per convèncer els responsables de la fàbrica LOMO i a Vladímir Putin, alcalde de San Petersburg, per tornar a reprendre la producció d'aquest model.
Creació d'un portal internacional per a la comunitat lomogràfica, que conté diversos projectes interactius, un arxiu mundial d'imatges i una botiga online.
Presentació de la nova càmera Action Sampler, equipada amb quatre lents, a la fira Photokina.
La Societat Lomogràfica Internacional presenta la primera càmera desenvolupada, dissenyada i patentada exclusivament per un equip lomogràfic, la SuperSampler.

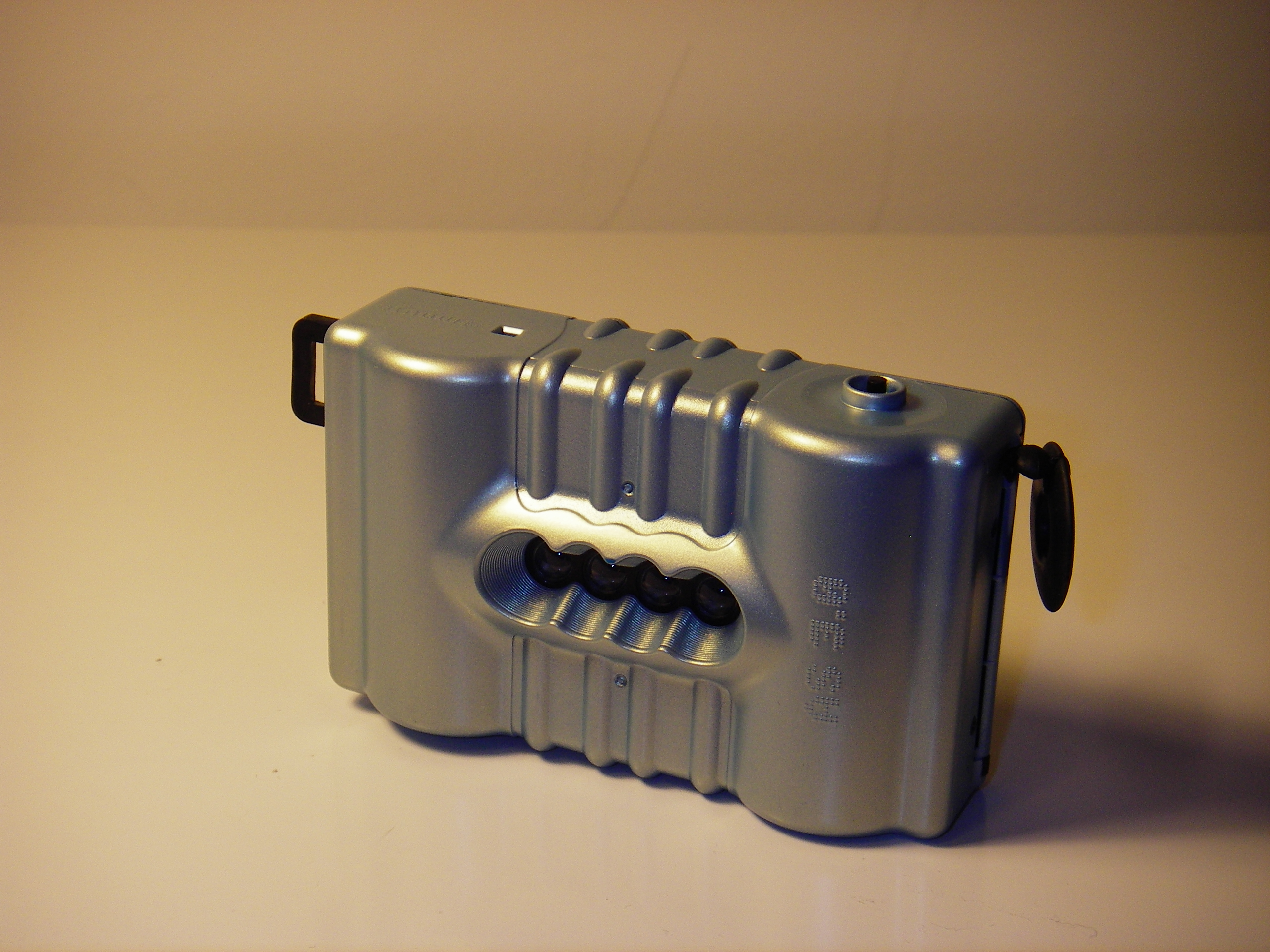
Càmera SuperSampler

La Societat Lomogràfica publica diversos llibres: "Moscow-NewYork 1995", "Lomo On 1997", "The Big Lomo 1997", "Ferrari-Lomoproyecto 98", "Guia Lomo Vienna 1999".
Col·laboració entre Mauritius, la famosa empresa alemanya de bancs d'imatges, i la Societat Lomogràfica per a la creació d'un banc d'imatges lomogràfiques.
Obertura de la primera botiga lomogràfica a Viena, dins el Museu d'Art Contemporani.
Se celebra l'esdeveniment lomogràfic més ambiciós fins al moment, els Lomographic Sampling Games, on participen més de 500 lomògrafs. Consisteix a plasmar en 116 imatges la vida quotidiana i les passions dels participants.
El juny d'aquest any neix la Pop 9, que consta de nou lents.
Edició del llibre "Just Shoot", que és una recopilació de més de 2000 imatges seleccionades entre les millors del "LomOlympics 2000" i el "Lomographic Sampling Games 2001".
L'abril de 2005 el consorci Lomo PLC anuncià que les càmeres LC-A es deixaran de produir a causa del seu alt cost de fabricació.

## El procés creuat
El procés creuat, també conegut com a X-pro o “cross processing” és la tècnica de processar deliberadament un tipus de pel·lícula en una solució química destinada per a un altre tipus de pel·lícula. Cada barreja química s'ha optimitzat per a una classe de pel·lícula concreta, per això, els resultats són imprevisibles i interessants.
Va ser descobert per molts fotògrafs independentment, degut a equivocacions. Va ser fins i tot utilitzat en publicitat de moda i fotografia de bandes musicals, però no se'n abusava massa.
Aquesta forma de processar és altament més creativa que la tradicional, és a dir, les diapositives amb els seus químics i les pel·lícules amb els seus altres, i per a molts és una forma de millorar o donar alguna cosa especial a fotografies en un principi una mica insulses. És per això que s'ha convertit en sinònim del moviment de la lomografia.
Si processem una pel·lícula amb el químic E-6, obtenim diapositives, en canvi si processem la pel·lícula de diapositives amb el químic anomenat C-41, obtenim una pel·lícula negativa amb la ràfega de colors lomogràfics. Les fotos surten saturades, granulades i amb alts contrastos.

## Tipus de càmeres lomogràfiques
- ActionSampler
- ColorSplash
- Diana+
- Fisheye
- Frogeye Underwater
- Holga
- Horizon Perfect
- Lubitel 166
- Oktomat
- Pop 9
- SuperSampler
- Single use
- Konstruktor
- Spocket Rocket
- Belair X 6-1